# 차영목
차영목(車永穆, 1958년 ~ )은 의 대한민국의 MBC의 대한민국의 방송인이다.

## 학력
- 동국대학교 경영학 학사

## 경력
- MBC 경영본부장